# Mastacembelus oatesii
Mastacembelus oatesii is een straalvinnige vissensoort uit de familie van de stekelalen (Mastacembelidae). De wetenschappelijke naam van de soort is voor het eerst geldig gepubliceerd in 1893 door Boulenger.